# Víctor Avendaño
Pour les articles homonymes, voir Avendaño.
Víctor Avendaño est un boxeur argentin né le 5 juin 1907 à Buenos Aires et mort le 1er juillet 1984.

## Biographie
Il devient champion olympique des poids mi-lourds aux Jeux d'Amsterdam en 1928 en s'imposant en finale contre l'Allemand Ernst Pistulla. Avendaño passe professionnel en 1930 sans rencontrer le succès des rangs amateurs. Son bilan est de 3 victoires et 2 défaites.

## Parcours auxJeux olympiques
Jeux olympiques d'été de 1928 à Amsterdam (poids mi-lourds) :
- Bat Sergio Ojeda (Chili) aux points
- Bat Donald Carrick (Canada) aux points
- Bat Donald McCorkindale (Afrique du Sud) aux points
- Bat Ernst Pistulla (Allemagne) aux points

## Référence
1. ↑  (en) Résultats des Jeux olympiques 1928 (amateur-boxing.strefa.pl)